# Országos Méhészeti Gyűjtemény és Múzeum
Az Országos Méhészeti Gyűjtemény és Múzeum (Méhészeti Múzeum) a Kisállattenyésztési és Takarmányozási Kutatóintézet (KÁTKI) szakgyűjteménye Gödöllőn, az arborétum közelében. A múzeum Gödöllői Erdei Vasút Csemete-rét állomásáról 500 méteres sétával érhető el (Kisvasút). A gyűjteményt a KÁTKI Méhtenyésztési és Méhbiológiai Osztálya gondozza (Élménytérkép).

## Története
Az 1983-ban hazánkban rendezett 29. Apimondiára (Nemzetközi Méhészeti Kongresszusra) konferenciára kezdeményezte felépítését Nikovitz Antal (Kirándulástervező). A Mezőgazdasági és Élelmiszeripari Minisztérium, valamint a KÁTKI finanszírozásával épült a méhésztársadalom jelentős pénzügyi segítségével.
Weress Kálmánné tervei alapján építette a KÁTKI építőbrigádja dr Fekete Lajos vezetésével (Élménytérkép).

## Az épület
Az egyemeletes épület alaprajza a lépből kiragadott három viaszsejt, ami a méhkas összefogó erejét szimbolizálja. Eredetileg nádtetővel fedték, ezt idővel cserépre cserélték.

## A múzeum
A két szinten számos, idehaza és külföldön még ma is használt, valamint több, a századfordulóra jellemző használati tárgyat mutatnak be — a méhészeti eszközöket és anyagokat több évtized alatt gyűjtötték össze (Élménytérkép). A kiállított tárgyak kisebb része a régi kutatóintézet gyűjteményéből származik, nagyobb része a méhészek adománya (Kirándulástervező).

### Földszint
A ma is használatos méhészeti eszközök, felszerelések, tárgyak a földszinten tekinthetők meg. Megismerhetjük a kaptárat és keretek rendkívüli forma-, illetve méretgazdagságát, a méztermelés és az anyanevelés eszköztárát, az etetést, a takarást. Az eszközök sokoldalúságát és sokféleségét elsősorban a méhészek anyagi lehetőségei alakították. A pörgető, a mézeskanna, az egyéb méztartály stb. ma már jellemzően nemesfémből, illetve rozsdamentes acélból készül; régebben ezekhez sokkal egyszerűbb anyagokat használtak. A kiegészítő eszközök között található néhány külföldi különlegesség, például anyazárkák és füstölő. Egyes kiegészítő tárgyak, például a műanyagból készültek nem váltották be a hozzájuk fűzött reményt.

### Emelet
A régi eszközök és felszerelések, a legrégibb méhlakások (tönk, bödön, köpü, kas) mellett látható egyebek közt:
- J.A. (Anglia) legelső keretes kaptármintája 1683-ból,
- Huber úgynevezett szeletes kaptár mintája 1792-ből,
- Kövesdi Szarka Sándor keretes kaptára 1844-ből, lépesméztermelő üvegbúrával és borítóval.

A látogató megismerkedhet a viaszolvasztás, és műlépkészítés legkülönfélébb eszközeivel. A mézpörgetők sora tükrözi az erőátvitel technikájának fejlődését. Érdekes a pénz- és érmelenyomatok, valamint a korabeli folyóiratok a gyűjteménye is. Áttekintést kapunk a Magyarországon használt kaptárakról, ideértve a Gödöllőn kifejlesztett pároztatókaptárat is. Ezen a szinten van a kasos méhészkedést bemutató méhesház is.

## Látogatása
Csak előzetes bejelentkezéssel látogatható.